# Oxira stenoptera
Oxira stenoptera är en fjärilsart som beskrevs av Charles Boursin 1948. Oxira stenoptera ingår i släktet Oxira och familjen nattflyn. Inga underarter finns listade i Catalogue of Life.